# Władysław Stecyk
Władysław Stecyk (Radów, 14 luglio 1951) è un ex lottatore polacco, specializzato nella lotta libera.

## Palmarès

### Olimpiadi
- 1 medaglia:
  - 1 argento (Mosca 1980 nei pesi mosca)